# Хочу летать
«Хочу летать» (укр. «Хочу літати») — перший альбом української співачки Ані Лорак. Записаний восени 1995 року на студії «Аркадія».

## Історія створення
Дебютний альбом Ані Лорак було видано під керівництвом продюсера Юрія Фальоси. Вони познайомилися у 1992 році на фестивалі дитячої творчості, де виступала 14-річна Кароліна Куєк (справжнє ім'я співачки). Вражений голосом Кароліни, Фальоса почав з нею працювати, готуючи до дорослої музичної кар'єри. В 1995 році Кароліна взяла участь у телевізійному фестивалі «Утренняя звезда» в Москві, де і вибрала псевдонім Ані Лорак (Кароліна задом наперед), бо одна з відомих на той час російських виконавиць також мала сценічне ім'я Кароліна. В 1996 році Лорак вийшла до суперфіналу шоу, виконавши пісні «Манекенниця» та «Боже мій!»
Отримавши певну популярність завдяки участі на російському телебаченні, Ані Лорак та Фальоса почали працювати над дебютним альбомом. Запис відбувся в київській студії «Аркадія» за участі звукорежисера Аркадія Вихорєва, автора пісень та аранжувальника Сергія Круценко, та гітариста Романа Суржи. Альбом було присвячено Сергію Лінькову, старшому братові співачки, який загинув в Афганістані 1987 року.
Студійний альбом отримав назву «Хочу летать». Він був виданий накладом 6 тисяч дисків британською компанією «Holy Music» 1996 року, проте в Україні не поширювався. У жовтні 1996 року фірма «NAC» випустила альбом на касетах в Україні.
Музичний стиль альбому був наближеним до соулу та попджазу, і не дуже відповідав тогочасним вподобанням широкого загалу. Як пізніше пояснював продюсер, він не намагався написати якомога більше хітів, а хотів продемонструвати вокальні можливості своєї протеже. На думку музичного оглядача Олександра Євтушенко, «„Хочу літати“ — альбом аж занадто розпорошений в естетичному просторі і вимагає від слухача постійної „переключки“ з одного стилю на інший, що, зрештою, можна сприймати як тренаж музичної ерудиції».
Юрій Фальоса 2007 року назвав цей альбом одним з двох найкращих у творчості співачки.

## Список пісень
| #     | Назва           | Автор слів            | Автор музики          | Тривалість |
| ----- | --------------- | --------------------- | --------------------- | ---------- |
| 1.    | «Ты говорил»    | С. Круценко           | С. Круценко           | 5:08       |
| 2.    | «MTV»           | Ю. Фальоса            | С. Круценко           | 3:35       |
| 3.    | «Берег моря»    | Р. Суржа, Ю. Фальоса  | Р. Суржа              | 3:40       |
| 4.    | «Ночь или день» | С. Круценко           | С. Круценко           | 4:10       |
| 5.    | «Ночь»          | С. Круценко           | С. Круценко           | 4:44       |
| 6.    | «На пути»       | С. Круценко, П. Рубан | С. Круценко, П. Рубан | 4:03       |
| 7.    | «Хочу летать»   | Ю. Фальоса            | Г. Усков              | 3:12       |
| 8.    | «Джосс»         | Р. Суржа              | Р. Суржа              | 4:31       |
| 9.    | «Сны»           | Ю. Фальоса            | С. Круценко           | 4:59       |
| 10.   | «Манекенщица»   | Анжеліка              | А. Вінцерський        | 4:29       |
| 11.   | «Боже мой!»     | Ю. Фальоса            | Ю. Фальоса            | 3:42       |
| 12.   | «Друзья»        | Ю. Фальоса            | С. Круценко           | 4:18       |
| 48:55 |                 |                       |                       |            |

## Учасники запису
- Вокал та бек-вокал — Ані Лорак.
- Аранжування вокалу та бек-вокалу — Сергій Круценко, Ані Лорак.
- Бек-вокал — Наталія Гура, Світлана Величенко, Марина Керусенко, Роман Суржа, Сергій Круценко.
- Клавишні, синтезатори, програмування барабанів — Сергій Круценко, Роман Суржа, Анатолій Новак.
- Гітари — Роман Суржа.
- Саксофон — Олег Левицький.
- Труба — Олексій Ткач.
- Перкусія — Олег Кобцев.
- Акустичний бас — Вадим Медвідь.
- Бас-гітара — Сергій Чегодаєв.
- Ударні — Андрій Вінцерський.
- Степ — Роман Жовницький, В'ячеслав Жовницький.
- Pro Tools — Валентин Тимошенко.
- Звукозапис — Аркадій Вихорєв.
- Продюсер — Юрій Фалеса.
- Фото — Олександр Задирака.
- Дизайн та додрукарська підготовка — Едуард Нежданов, Олексій Семенов[3].

## Історія релізу
| Дата | Формат         | Лейбл      | Країна  |
| ---- | -------------- | ---------- | ------- |
| 1996 | компакт-диск   | Holy Music | Н/Д     |
| 1996 | компакт-касета | NAC        | Україна |